# 2-й укреплённый район (2-го формирования)
2-й укреплённый район — воинское соединение СССР в Великой Отечественной войне.

## История
По формировании занял оборонительные позиции на Волховском фронте в районе города Чудово, где принимал участие во всех операциях фронта до 1944 года.
В действующей армии с 20.03.1943 по 09.05.1945 года.
В январе 1944 года принял участие в Новгородско-Лужской наступательной операции. Части укреплённого района первыми вошли в город Чудово, за что району присвоено почётное наименование "Чудовский".
По окончании операции, в марте 1944 года части района были переброшены в Заполярье, где заняли позиции на участке губа Большая Западная Лица. Во время Петсамо-Киркенесской операции вёл активную оборону своего рубежа, не давая снять войска противника.
После окончания операции боевых действий не вёл.

## Полное название
2-й укреплённый Чудовский район

## Состав
- 1110-я отдельная рота связи
- 3876-я военно-почтовая станция (с 18.11.1943)

## Подчинение
| Дата            | Фронт (округ)       | Армия                | Корпус (группа) | Примечания |
| --------------- | ------------------- | -------------------- | --------------- | ---------- |
| 01.04.1943 года | Волховский фронт    | 59-я армия           | -               | -          |
| 01.05.1943 года | Волховский фронт    | 59-я армия           | -               | -          |
| 01.06.1943 года | Волховский фронт    | 59-я армия           | -               | -          |
| 01.07.1943 года | Волховский фронт    | 59-я армия           | -               | -          |
| 01.08.1943 года | Волховский фронт    | 59-я армия           | -               | -          |
| 01.09.1943 года | Волховский фронт    | 59-я армия           | -               | -          |
| 01.10.1943 года | Волховский фронт    | 59-я армия           | -               | -          |
| 01.11.1943 года | Волховский фронт    | 4-я армия            | -               | -          |
| 01.12.1943 года | Волховский фронт    | 54-я армия           | -               | -          |
| 01.01.1944 года | Волховский фронт    | 54-я армия           | -               | -          |
| 01.02.1944 года | Волховский фронт    | 54-я армия           | -               | -          |
| 01.03.1944 года | Ленинградский фронт | 54-я армия           | -               | -          |
| 01.04.1944 года | Карельский фронт    | 14-я армия           | -               | -          |
| 01.05.1944 года | Карельский фронт    | 14-я армия           | -               | -          |
| 01.06.1944 года | Карельский фронт    | 14-я армия           | -               | -          |
| 01.07.1944 года | Карельский фронт    | 14-я армия           | -               | -          |
| 01.08.1944 года | Карельский фронт    | 14-я армия           | -               | -          |
| 01.09.1944 года | Карельский фронт    | 14-я армия           | -               | -          |
| 01.10.1944 года | Карельский фронт    | 14-я армия           | -               | -          |
| 01.11.1944 года | Карельский фронт    | 14-я армия           | -               | -          |
| 01.12.1944 года | -                   | 14-я отдельная армия | -               | -          |
| 01.01.1945 года | -                   | 14-я отдельная армия | -               | -          |
| 01.02.1945 года | -                   | 14-я отдельная армия | -               | -          |
| 01.03.1945 года | -                   | 14-я отдельная армия | -               | -          |
| 01.04.1945 года | -                   | 14-я отдельная армия | -               | -          |
| 01.05.1945 года | -                   | 14-я отдельная армия | -               | -          |